# Thomas Walter
Thomas Ustick Walter (Filadelfia, 4 settembre 1804 – Filadelfia, 30 ottobre 1882) è stato un architetto statunitense di origini tedesche.
Di scuola neoclassica, tra i suoi primi lavori merita di essere ricordato il progetto per il Girard College di Filadelfia, realizzato a partire dagli anni trenta dell'Ottocento.
Lavorò anche al Campidoglio di Columbus, però la sua fama si deve ad alcuni importanti lavori per il Campidoglio di Washington, dove aggiunse la grande cupola dalla struttura portante in ghisa che fu completata nel 1863.